# Cylindromyia sensua
Cylindromyia sensua är en tvåvingeart som beskrevs av Charles Howard Curran 1934. Cylindromyia sensua ingår i släktet Cylindromyia och familjen parasitflugor. Inga underarter finns listade i Catalogue of Life.